# Кировск (Ленинградская область)
Ки́ровск — город (с 1953 г.) в России, административный центр Кировского района и муниципального образования Кировское городское поселение Ленинградской области. Основан в 1931 году как посёлок строителей ГРЭС.

## Название
Назван в честь российского революционера, советского государственного и политического деятеля С. М. Кирова (1886—1934).

## История
Город был основан 13 июня 1931 года как посёлок Невдубрстрой (Невдубстрой) при строительстве ГРЭС (с 1943 года — ГРЭС им. С. М. Кирова, ныне Дубровская ТЭЦ или ГРЭС № 8) на левом берегу Невы.

Посёлок Невдубстрой на карте 1941 года

С 1953 года — город Кировск в честь С. М. Кирова, с именем которого связывают инициативу сооружения этой крупной по тем временам электростанции.

## География
Город расположен в западной части района в месте примыкания автодороги 41К-121 (Санкт-Петербург — Кировск) к автодороге А120 (Санкт-Петербургское южное полукольцо), к югу от федеральной автодороги Р21 (E 105) «Кола» (Санкт-Петербург — Петрозаводск — Мурманск).
Расстояние до Санкт-Петербурга — 42 км.
Ближайшая железнодорожная станция Невдубстрой расположена к востоку от границы города.
Кировск находится на левом берегу реки Невы.

## Население
| 1939    | 1945    | 1949    | 1959    | 1970    | 1979    | 1989    | 1996    | 1998    |
| ------- | ------- | ------- | ------- | ------- | ------- | ------- | ------- | ------- |
| 8364    | ↘2170   | ↗4216   | ↗11 059 | ↗12 043 | ↗16 985 | ↗23 655 | ↗23 700 | ↘23 600 |
| 2000    | 2001    | 2002    | 2005    | 2006    | 2007    | 2008    | 2009    | 2010    |
| ↘23 300 | ↘23 100 | ↗24 361 | ↘23 900 | ↘23 500 | →23 500 | ↘23 400 | ↘23 221 | ↗25 650 |
| 2011    | 2012    | 2013    | 2014    | 2015    | 2016    | 2017    | 2018    | 2019    |
| ↗25 700 | ↘25 491 | ↗25 706 | ↘25 409 | ↗25 705 | ↘25 691 | ↗25 978 | ↗26 387 | ↗26 683 |
| 2020    | 2021    | 2023    | 2024    | 2025    |         |         |         |         |
| ↗26 887 | ↗27 238 | ↘27 089 | ↘26 986 | ↗27 083 |         |         |         |         |

На 1 января 2025 года по численности населения город находился на 530-м месте из 1124 городов Российской Федерации.
По данным переписи 2002 года национальный состав населения Кировска выглядел следующим образом:
- русские — 22280 (91,5 %)
- украинцы — 553 (2,3 %)
- белорусы — 318 (1,3 %)
- татары — 141 (0,6 %)
- азербайджанцы — 62 (0,2 %)
- армяне — 59 (0,2 %)
- финны — 37 (0,1 %)
- евреи — 37 (0,1 %)
- прочие — 874 (3,6 %)

## Экономика

### Промышленность
- Дубровская ТЭЦ
- ПАО «Завод „Ладога“» (продукция для судостроения)
- «Кировский домостроительный комбинат»
- Филиал концерна «Океанприбор»
- ООО «Рэмос-Альфа» (продукция из гофрокартона)
- ООО «Элес» (продукция звукового оповещения)
- ООО «Рантис» (продукция из пластмасс)
- ООО «ЛАДОГА-ЭНЕРГО» (разработка и производство электрооборудования)
- ООО «ПТК-Терминал» (Завод по производству высокооктановых компонентов топлива)[уточнить]
- ООО «Эм-Си Баухеми» (производство сухих строительных смесей)
- ООО «Констрактор Рус»
- ООО «ПК-БЭТ» (производство и сборка электрощитового оборудования)

В Кировском районе: завод силикатно-строительных материалов (п. Павлово); комбинат строительных материалов «Баррикада», предприятие по переработке газового конденсата, ООО «Назиевский топливный комплекс» (п. Назия).
Выращивают зерновые (рожь, овёс, ячмень) и кормовые культуры, картофель. Разводят крупный рогатый скот, птицу.
На территории муниципального образования Кировское городское поселение работает одна из крупнейших птицефабрик России «Северная».
Месторождения песка, торфа, известняка.
- Администрация Кировского района летом 2008 года приступила к созданию новой промзоны в восточной части города около станции Невдубстрой[33].

### Связь
Подключение к сети Интернет в городе осуществляют провайдеры «Ростелеком», WiFire, Link, Lentel, WebMAX, «Дом.RU», Viltel, «Телеинком-Сервис».

## Достопримечательности
- Памятник погибшим воинам-балтийцам (Краснофлотская ул.)
- Братское воинское кладбище. В послевоенный период производилось перезахоронение останков воинов, погибших и захороненных в районе Школы авто-энерго кадров на братское воинское кладбище, расположенное на улице Краснофлотской[34].
- военное кладбище в посёлке Марьино
- Рядом с городом расположен музей-заповедник «Прорыв блокады Ленинграда», созданный на местах ожесточённых боёв за Ленинград в годы Великой Отечественной войны. В состав части заповедника, расположенной у левобережного устоя Ладожского моста, входят музей-диорама (1985), посвящённый прорыву блокады Ленинграда, танк-памятник и музей под открытым небом — коллекция танков, извлеченных из различных мест сражений Кировского района и отреставрированных для музея. В 2018 в новом здании там же был открыт музей-панорама. Также в комплекс музея-заповедника входят мемориал «Невский пятачок», Синявинские высоты, историческое место прорыва блокады (встречи солдат Ленинградского и Волховского фронтов 18 января 1943 года)
- На Театральной площади, перед зданием районного Дома культуры в 1952 году был открыт памятник С. М. Кирову (ск. Н. В. Томский, арх. Е. А. Левинсон)
- На площади перед зданием районной администрации 5 ноября 1987 года был открыт памятник В. И. Ленину (скульптор В. Э. Горевой, архитектор Ю. И. Курбатов)[35]
- Также на этой площади расположены «Дерево желаний» (по традиции молодожёны вешают замок на металлические ветви сказочного дуба, как символ прочности брака) и символ Кировского района — скульптура «Лосёнок Кирюша» (установлен в 2008 году)
- В 2011 году была торжественно открыта скульптура «Дворник», установленная совместно с управляющими компаниями города
- Памятник императору Петру I, установленный в 1847 году в урочище Красные Сосны на средства благотворителей, путиловскими каменотёсами братьями Спиридоновыми. Воссоздан в 2013 году по историческим чертежам[36]

## Фото

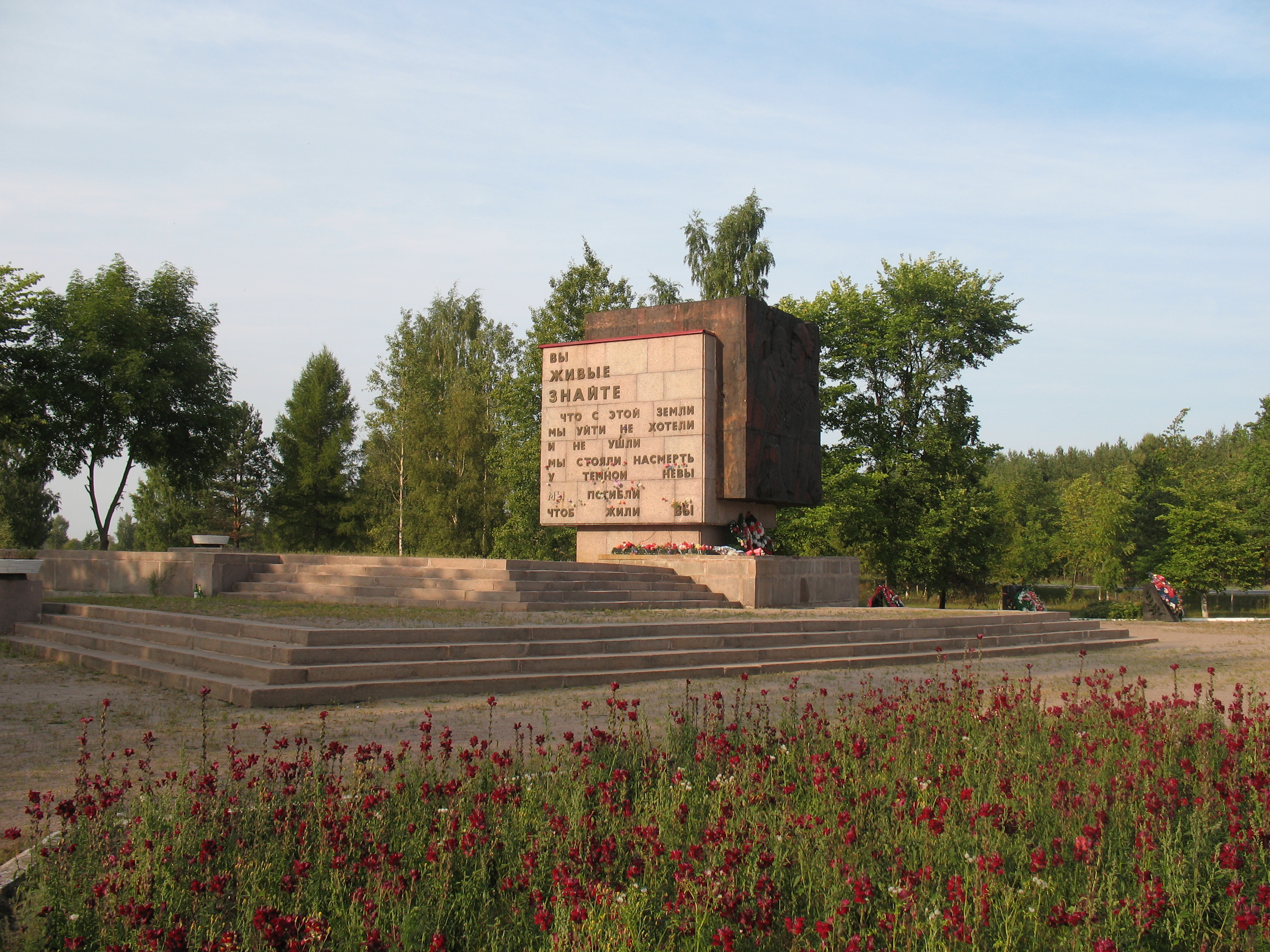
Мемориал «Невский пятачок»
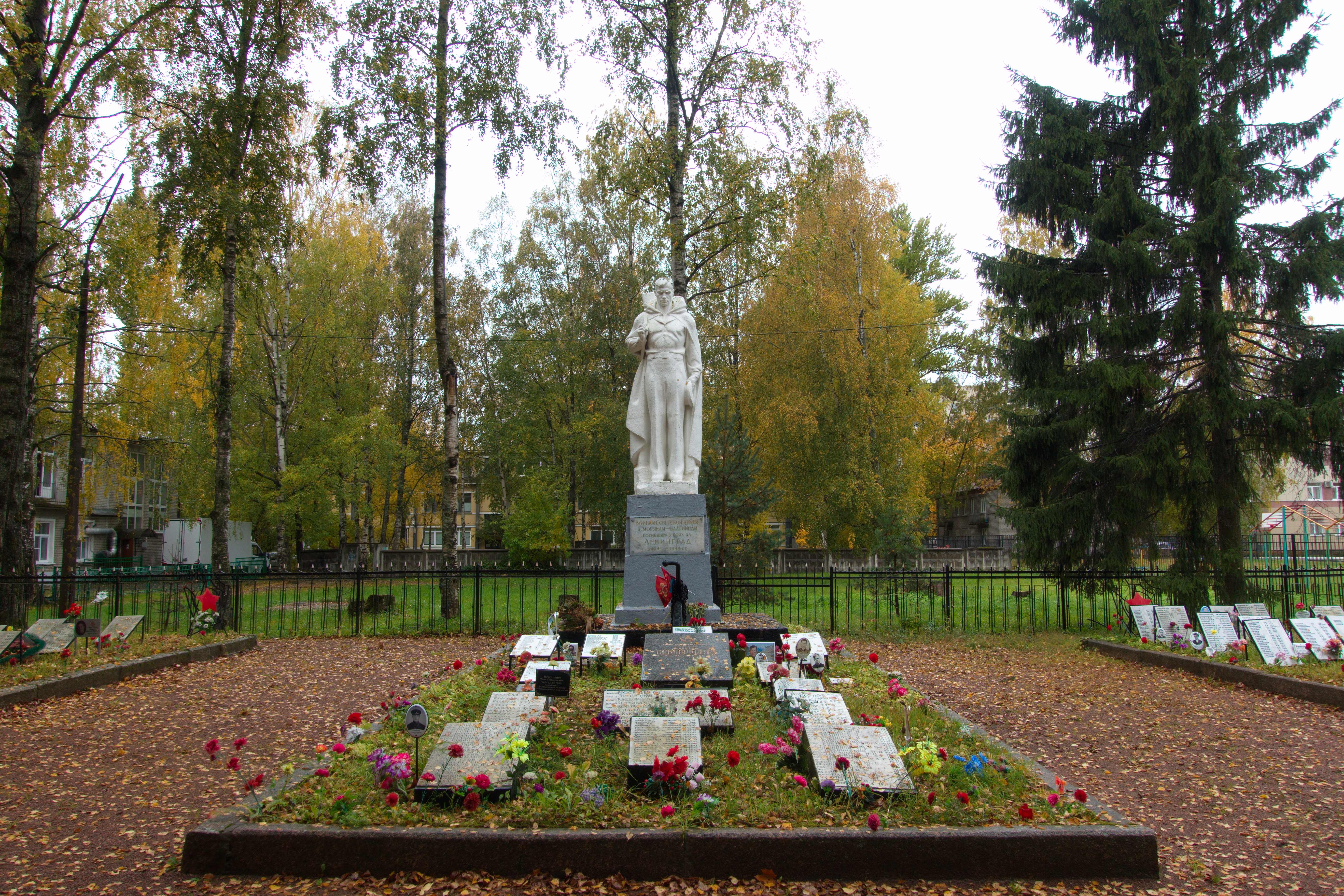
Братское воинское кладбище на Краснофлотской ул.
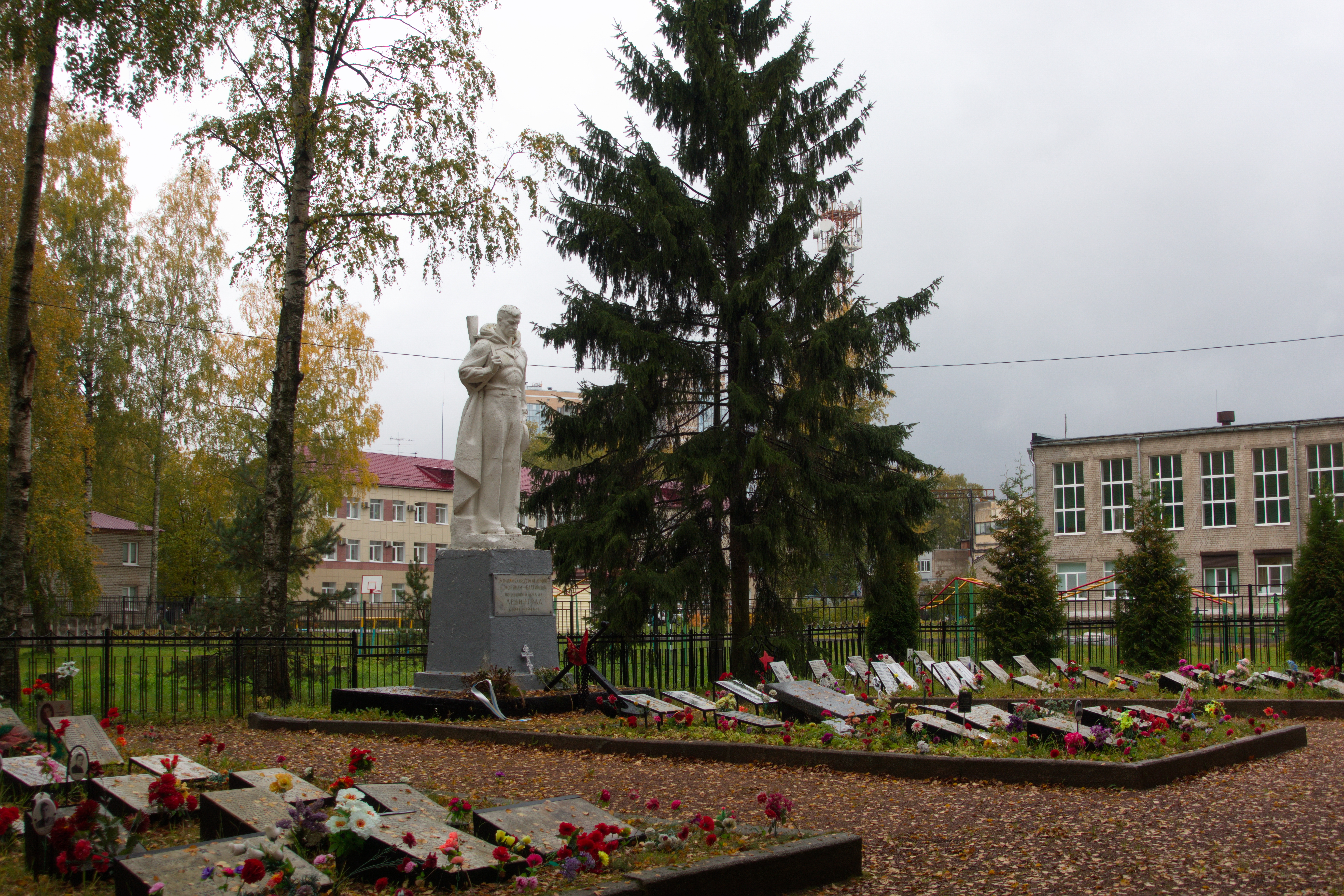
Братское воинское кладбище на Краснофлотской ул.
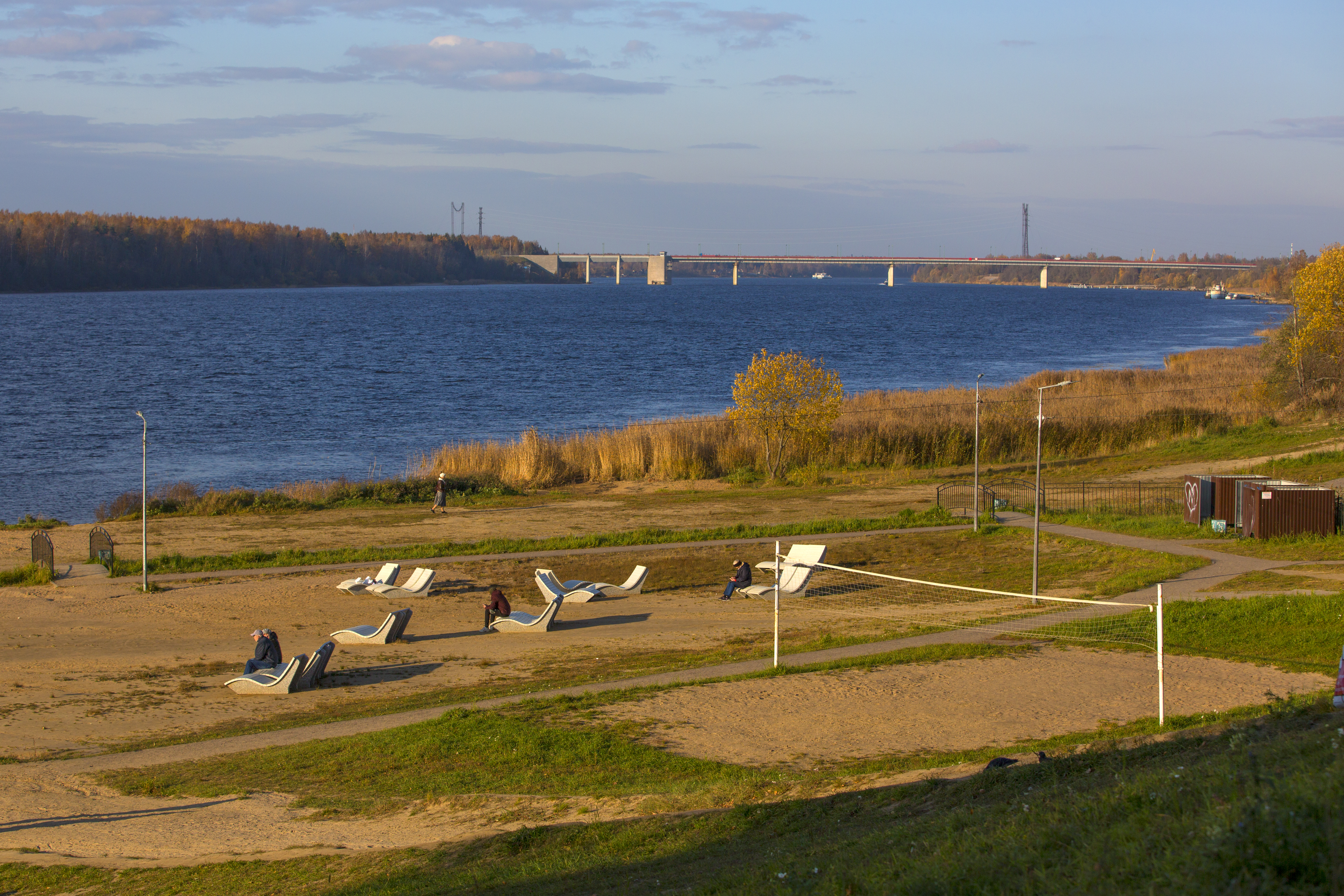
Вид на Неву и Ладожский мост
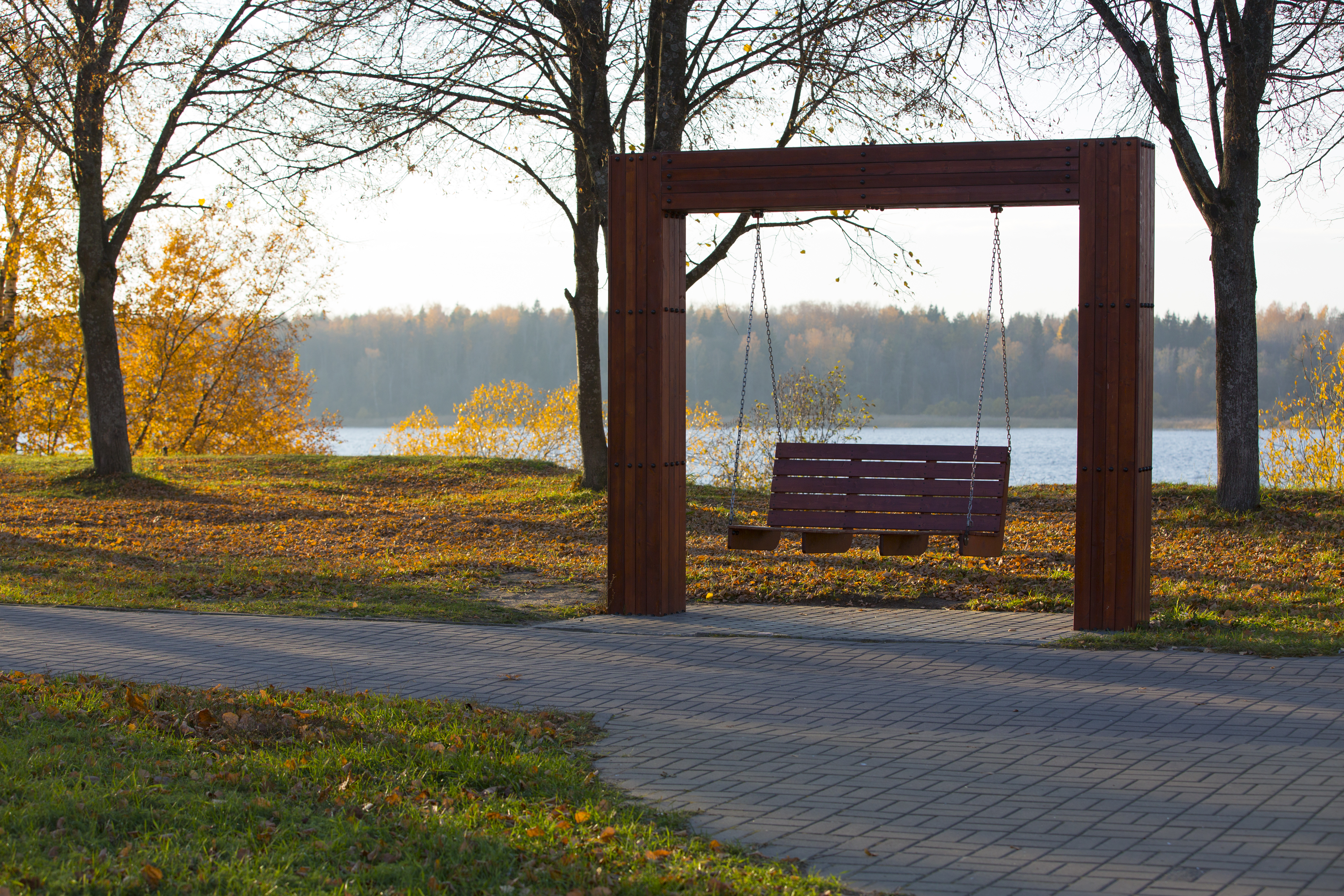
Парк культуры и отдыха
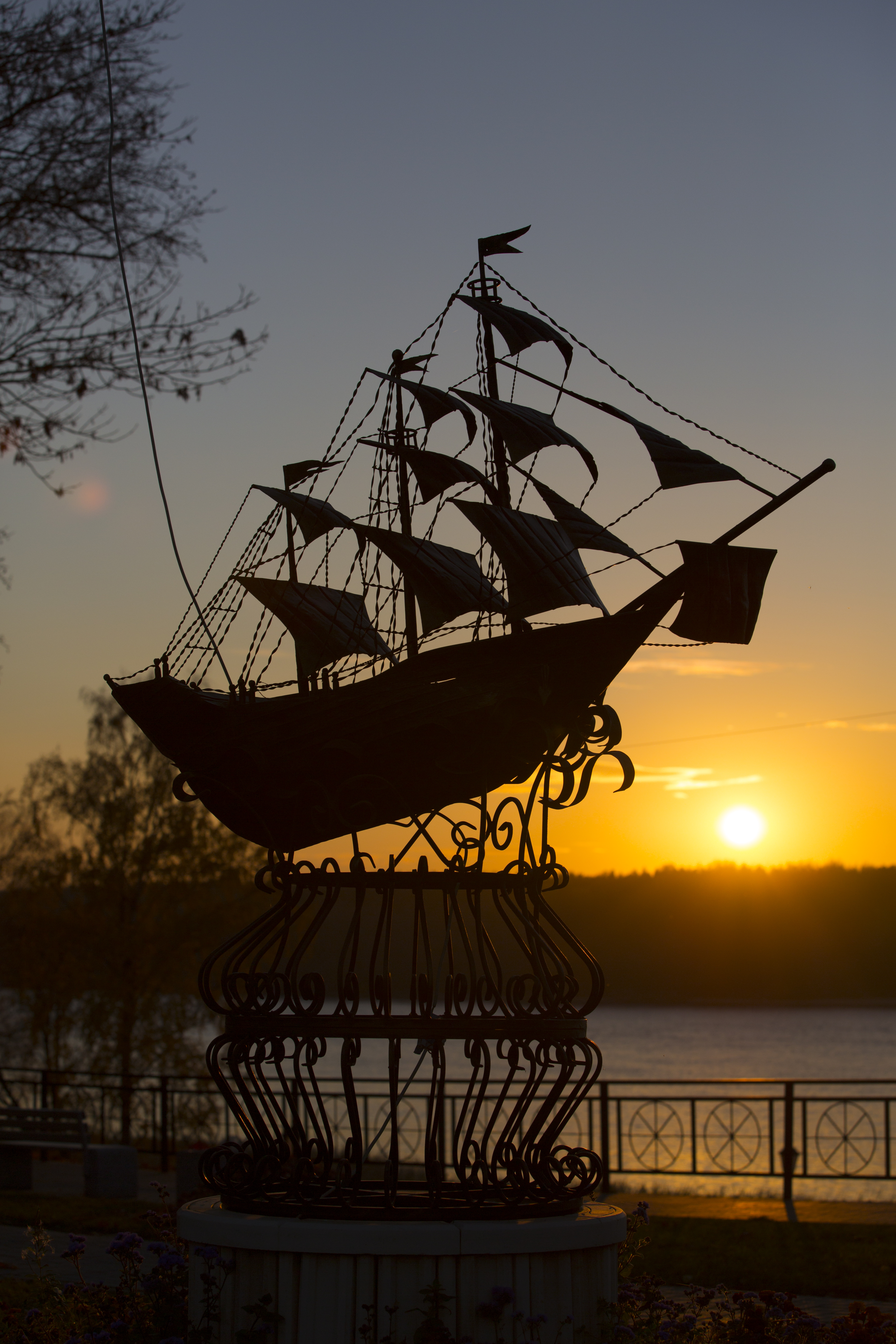
Кованый корабль в сквере «Петровский»
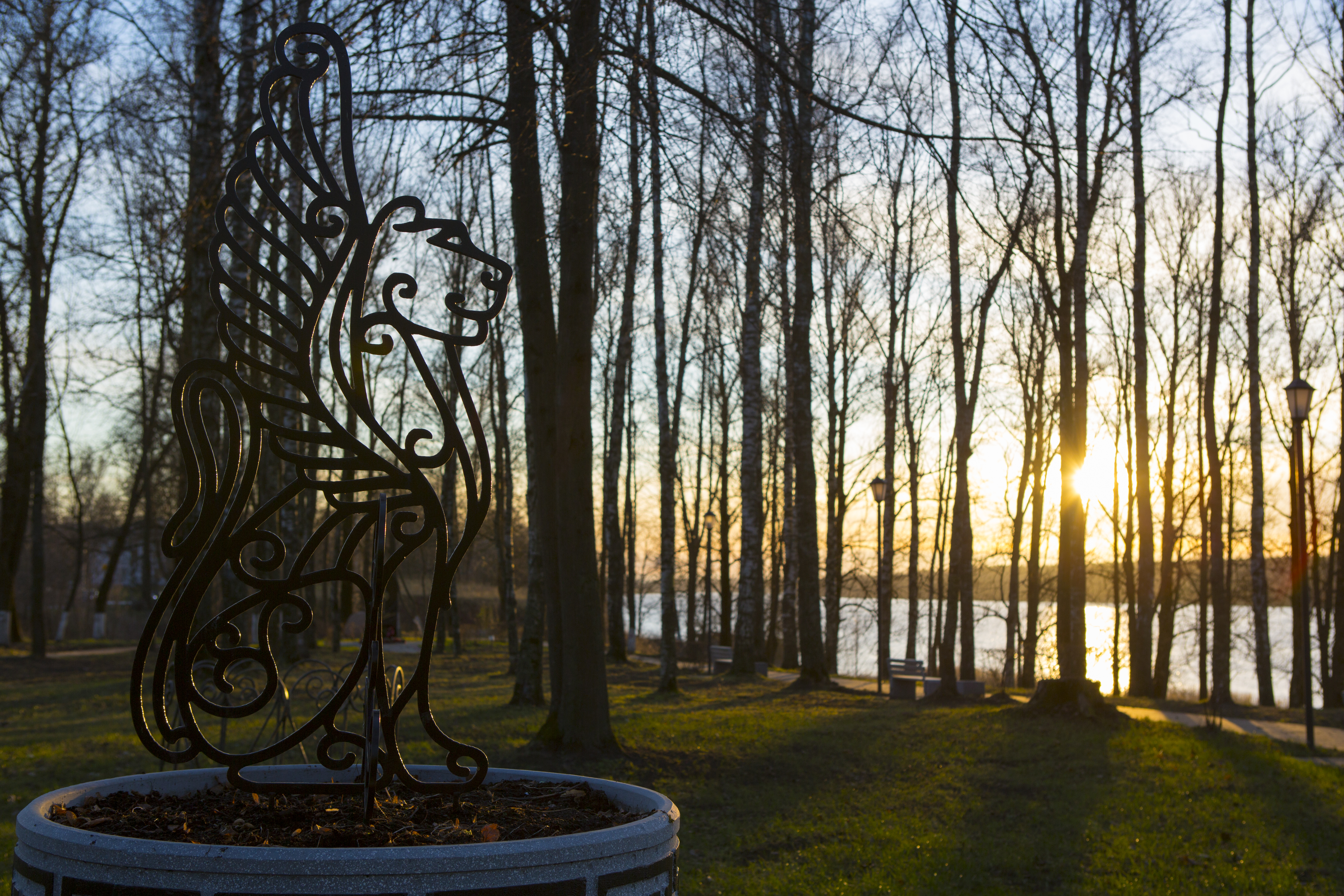
Сквер «Петровский» в ноябре